# 루돌프 표

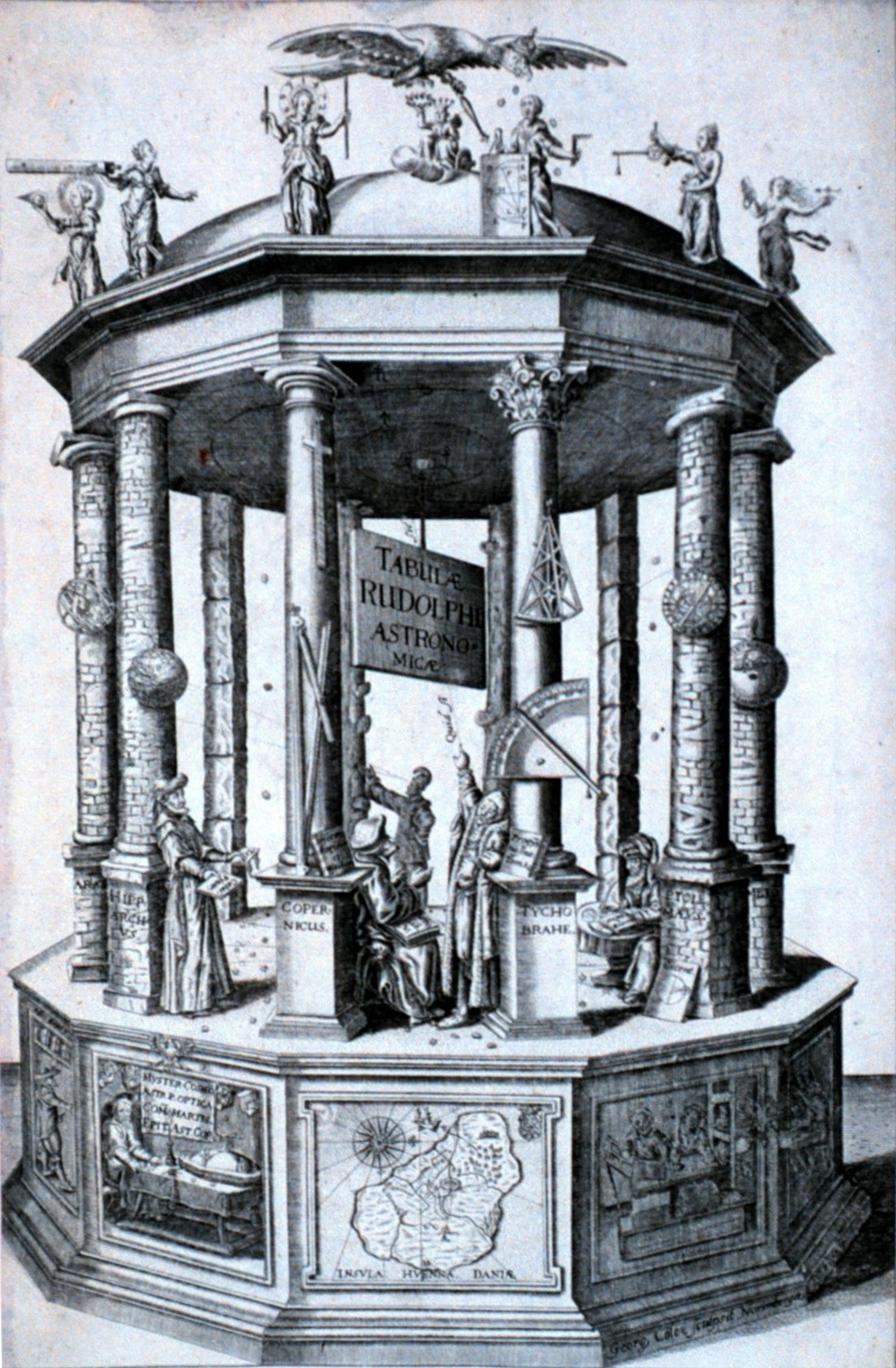
《루돌프 표》의 표지.

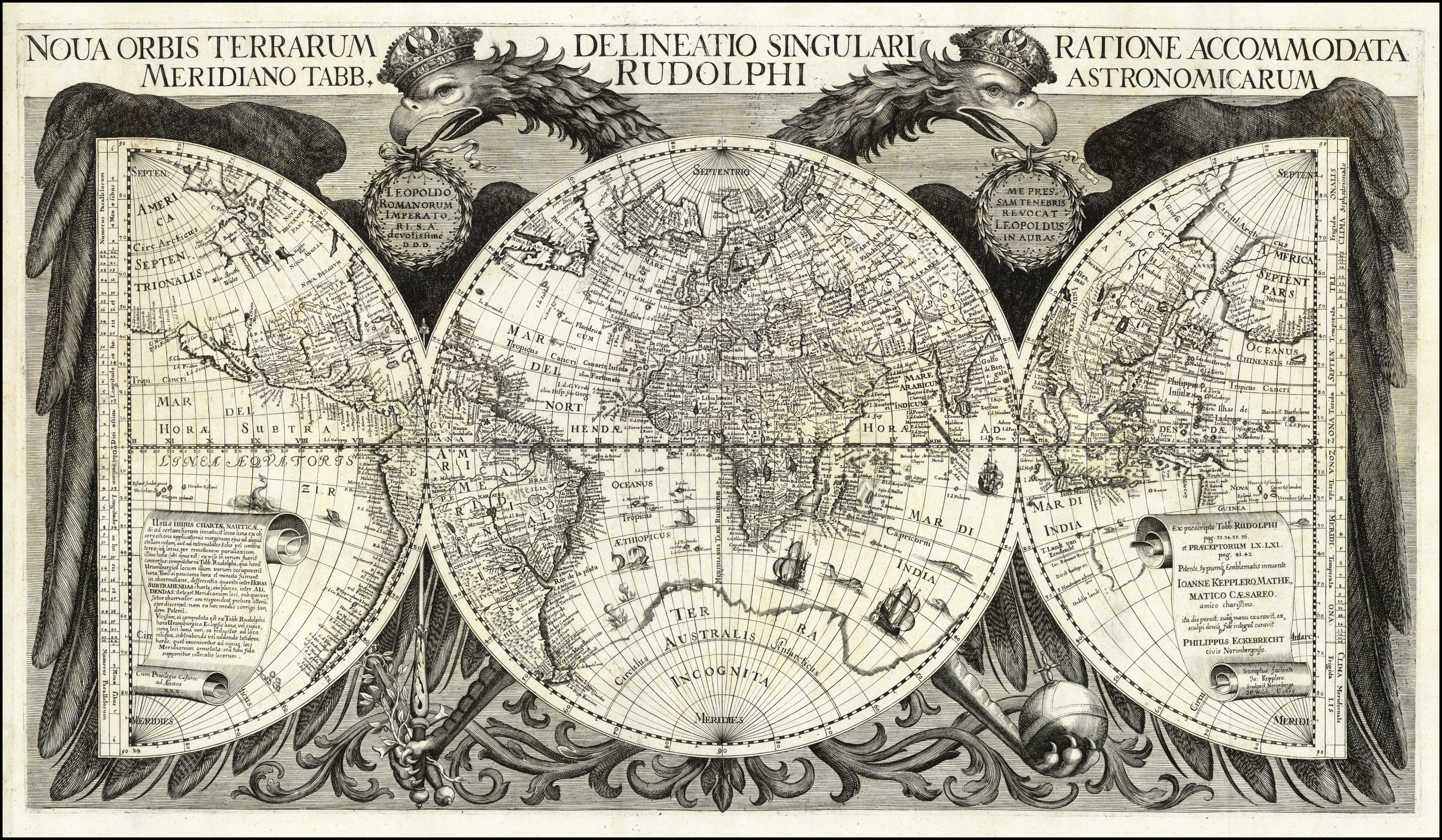
The map of the world from the Rudolphine Tables

《루돌프 표》(라틴어: Tabulæ Rudolphinæ)은 요하네스 케플러에 의해 1627년에 출간된 항성과 행성의 표이다. 이름은 루돌프 황제의 이름을 딴 것이며, 튀코 브라헤가 관측한 1006개의 항성과 프톨레미와 요한 바이어가 발견한 400개 이상의 항성들도 수록되어 있다.
《루돌프 표》의 표지는 하나의 아름다운 판화 작품으로, 케플러 이전의 천문학자들을 기념하는 내용이다. 천문학의 여신의 신전이 있고, 그 기둥들의 재질은 각각 다르다. 나무 기둥 옆에 고대 바빌로니아 천문학자가 서 있으며, 벽돌 기둥 옆에 히파르쿠스와 프톨레미가 있다. 이오니아식 기둥 근처에 코페르니쿠스가 쭈그려 있고, 코린트식 기둥 앞에서 튀코가 하늘을 가리키고 있다. 신전의 지붕에는 로그, 기하를 상징하는 인물들이 있으며 꼭대기에 합스부르크 왕가를 상징하는 독수리가 동전 몇 푼을 떨어뜨리고 있다. 케플러 본인은 신전 하단의 패널 속에 있다. 케플러는 자신의 저작 목록이 쓰인 현수막 앞에 앉아 독자를 바라보면서 탁자에 숫자를 끄적이고 있다. 탁자 위에는 신전의 지붕이 놓여 있다.

## 같이 보기
- 페르디난트 페르비스트